# Kobby Bomareo
Le docteur Kobby Bomareo est un médecin et homme politique papou-néo-guinéen.

## Biographie
Diplômé de l'École de médecine de l'université de Papouasie-Nouvelle-Guinée, il pratique la profession de médecin avant d'entrer en politique.
Membre du parti Pangu Pati, il est élu député de la circonscription de Tawae-Siassi (dans la province de Morobe) aux élections législatives de 2017 et entre ainsi au Parlement national. En septembre 2019 le Premier ministre James Marape le nomme adjoint au ministre de l'Agriculture John Simon, le chargeant des questions relatives à l'élevage, puis le fait adjoint au ministre de la Planification nationale Sam Basil lors d'un remaniement. Kobby Bomareo conserve son siège de député lors des élections de 2022 et devient ministre du Logement.
Le 25 mai 2024, il est l'un des cinq ministres qui se joignent à l'opposition dans l'espoir de rendre celle-ci majoritaire, et quittent donc le gouvernement. L'opposition ayant échoué à former une majorité, il retourne sur les bancs du gouvernement, et le Premier ministre Marape lui restitue le ministère du Logement le 9 juillet.